# Proszek błyskowy

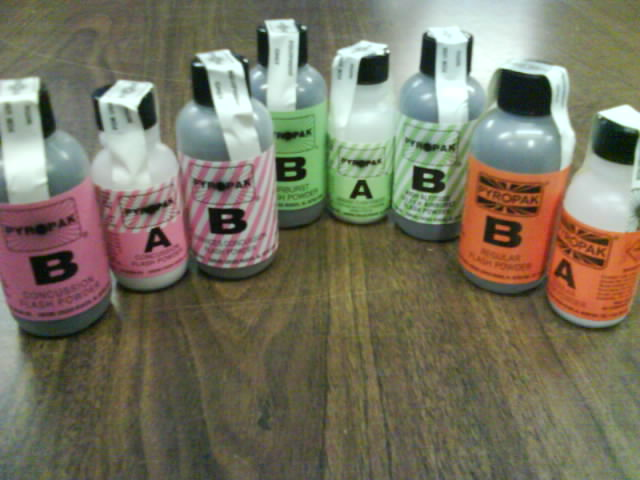
Przykładowe fiolki z różnymi rodzajami proszku błyskowego

Proszek błyskowy (też magnezja lub fotobłysk) – proszek składający się z pyłu aluminiowego lub magnezowego lub pyłu stopu aluminium z magnezem i substancji utleniającej (na przykład chloranu potasu), podczas spalania, której uzyskuje się bardzo jasny błysk światła. Służy do wytworzenia światła magnezowego. Używany w pirotechnice do uzyskania efektów świetlnych w fajerwerkach oraz akustycznych w petardach.  
Proszek błyskowy od 1859 używany był w fotografii. Został wyparty najpierw przez jednorazowe żarówki błyskowe wypełnione tlenem i drobnymi wiórkami magnezu, a następnie przez lampy błyskowe.
Obecnie stosowany:
- przez pirotechników w fajerwerkach, najczęściej jako mieszanka zapalająca lub błyskowo-akustyczna,
- czasem jako materiał miotający
- również do produkcji petard.

Składy proszków błyskowych (wagowo):
- KNO3 (60%) + Mg (40%)
- NaNO3 (60%) + Mg (40%)
- Ba(NO3)2 (60%) + Mg (40%)
- Sr(NO3)2 (60%) + Mg (40%)
- KClO4 (60%) + Al (40%)
- KClO3 (70%) + Al (30%)
- KMnO4 (50%) + Al (50%)
- KMnO4 (70%) + proszek aluminiowo-magnezowy (PAM) (30%)
- MPF-42 (mieszanina pirotechniczna fotobłyskowa) o składzie:
  - PAM – 42%
  - KClO4 – 26%
  - Ba(NO3)2 – 30%
  - siarka – 1%
  - H3BO3 – 1%

PAM to pył aluminiowo-magnezowy, czyli sproszkowany stop Mg i Al, jego zastąpienie mieszaniną pyłów obu metali nie da takiego samego efektu.
Mieszaniny zawierające KMnO4 mogą ulec samozapłonowi pod wpływem wilgoci. Jako utleniacz używa się najczęściej KClO4, odchodząc od KClO3, który również jest niebezpieczny, szczególnie w układach z siarką. 
Do mieszanin wrażliwych na środowisko zasadowe (zwłaszcza azotan + glin) w celu stabilizacji dodaje się kwas borowy H3BO3, o słabym odczynie kwasowym.